# Komande leta
Komande leta su sustav prijenosnika koji se prostire kroz zrakoplov i služe za vezu pilotskih komandi s aerodinamičkim komandama leta preko kojih se upravlja avionom po želji pilota u svim pravcima leta.
Pilotske komande dijele se na ručne i nožne. Ručne su u vidu vertikalne palice (vojni zrakoplovi), palice s volanom pa sve do joysticka na modernim zrakoplovima. Preko njih zrakoplovom se upravlja oko poprečne osi (na slici ljubičasto) pomoću kormila visine i uzdužne osi (na slici crveno) pomoću krilca. Nožna komanda je polužnog tipa, u vidu poprečne poluge, koja ima pomak oko vertikalne osi u svojoj sredini. 
Nožnim komandama upravlja se oko vertikalne osi (na slici žuto) komandom smjera. U komande leta spadaju još komande za:
- trimer,
- podizanje i uvlačenje aerodinamičkih kočnica,
- izvlačenje i uvlačenje zakrilaca,
- izvlačenje i uvlačenje podvozja.

Veće zrakoplove i one koji lete velikim brzinama pilotu je nemoguće upravljati s klasičnim komandama. Na tim zrakoplovima se za pokretanje komandi leta koriste razni hidraulički sustavi. Rad takvog sustava, poznatog kao "Fly by wire" prikazuje tablica:
| Komanda pilota | → | pretvarač mehaničkog pomaka u električni signal | → | pretvarač električnog signala u mehanički pomak | → | hidraulični sustav | → | komanda leta |

## Trimer
Trimer je pokretni dio na komandama leta pomoću kojeg se postiže njihov optimalni moment i time smanjuje sila pilota potrebna za njihovo pokretanje. Otklon im je uvijek suprotan od otklona komandi leta.
Primjer: Ako se zrakoplov tijekom leta s neutralnim položajem komandi teži okretati oko uzdužne osi, pilot bi cijelo vrijeme morao držat upravljačku palicu u određenom položaju i korigirati nagib zrakoplova. Trimerom se postiže položaj krilaca koji poništava uzrok poremećaja leta (npr. vjetar) i zrakoplov zadržava položaj bez daljnjeg utjecaja pilota.

## Poveznica
- Jedrilica (zrakoplov)